# Selebung
Selebung is een bestuurslaag in het regentschap Centraal-Lombok van de provincie West-Nusa Tenggara, Indonesië. Selebung telt 6923 inwoners (volkstelling 2010).